# HC Ericson
Hans Christer Ericson, känd som HC Ericson, född 20 november 1945 i Katarina församling i Stockholm, död 16 december 2012 i New York var en svensk grafisk formgivare och professor.

## Biografi
HC Ericson har uppmärksammats för sin bokkonst i form av egna böcker, som han både har författat, illustrerat och formgett samt illustrerat med fotografier, teckningar och grafik. Under åren har HC Ericson arbetat som grafisk formgivare och föreläsare åt företag som Lammhults, Kosta Boda, Vin & Sprit, Gärsnäs, Playsam, TV4 och IKEA. Han har haft ett antal separatutställningar på bland annat Röhsska Museet i Göteborg, Kungliga biblioteket i Stockholm samt på Det Kongelige Bibliotek i Köpenhamn.
År 2010 invigdes konstverket Ordet är ditt i ABM-komplexet i Jönköping, de sammanbyggda Jönköpings stadsarkiv, Jönköpings stadsbibliotek och Jönköpings läns museum).  Konstverket är en lång metallinläggning i golvet med "ordet är ditt" på 60 språk, som binder samman de tre institutionerna.
HC Ericson har också erhållit ett antal priser och utmärkelser som Utmärkt Svensk Form, Guldägg Platinaägget, Svensk Bokkonst, Årets bogarbejde, Berlingpriset och Schönste Bücher aus aller Welt. Han fick Torsten och Wanja Söderbergs Pris 2002.
HC Ericson finns representerad på bland annat Nationalmuseum, Röhsska Museet, Statens Konstråd och Nasjonalmuseet i Oslo.
Under större delen av 1990-talet var HC Ericson professor i grafisk design vid Göteborgs universitet och sedan 2004 gästprofessor vid Mittuniversitetet i Sundsvall. Han har även föreläst och undervisat på bland andra Beckmans designhögskola, Berghs School of Communication, Broby Grafiska i Sunne, Steneby Konsthantverk och Design, Danmarks Designskole, Konstfack, Lunds universitet samt Österlenskolan för konst och design i Simrishamn, som han var med om att starta 1995. 
HC Ericson var gift första gången 1966–1975[källa behövs] med Lena Jansson (född 1945) och fick tre barn, Niclas Ericson, Malin Ericson och Eric Ericson. Andra gången var han gift med konstnären Nina Östman (född 1954) och fick dottern Sara-Vide Ericson (född 1983). Tredje gången var han gift 1990–2004 med konstnären Thérèse Reuterswärd (född 1942). Fjärde gången var han gift från 2005 till sin död med Mien Hinders (född 1947).